# Absolute Greatest
Absolute Greatest é uma coletânea de melhores êxitos da banda britânica de rock Queen, lançada em novembro de 2009. O disco contém os singles mais famosos do grupo, de 1973 até 1995. Foi lançado em vários formatos e materiais bônus, como comentários dos integrantes Brian May e Roger Taylor.

## Faixas
| CD | LP | Título                                              | Compositor         | Álbum                | Duração |
| -- | -- | --------------------------------------------------- | ------------------ | -------------------- | ------- |
| 01 | A1 | We Will Rock You                                    | Brian May          | News of the World    | 2:02    |
| 02 | A2 | We Are The Champions                                | Freddie Mercury    | News of the World    | 3:01    |
| 03 | A3 | Radio Ga Ga                                         | Roger Taylor       | The Works            | 5:48    |
| 04 | A4 | Another One Bites the Dust                          | John Deacon        | The Game             | 3:35    |
| 05 | B1 | I Want It All (versão single)                       | Queen (May)        | The Miracle          | 4:01    |
| 06 | B2 | Crazy Little Thing Called Love                      | Mercury            | The Game             | 2:44    |
| 07 | B3 | A Kind Of Magic                                     | Taylor             | A Kind of Magic      | 4:25    |
| 08 | C1 | Under Pressure                                      | Queen, David Bowie | Hot Space            | 4:03    |
| 09 | C2 | One Vision (Single Version)                         | Queen (Taylor)     | A Kind of Magic      | 4:04    |
| 10 | C3 | You're My Best Friend                               | Deacon             | A Night at the Opera | 2:51    |
| 11 | C4 | Don't Stop Me Now                                   | Mercury            | Jazz                 | 3:30    |
| 12 | D1 | Killer Queen                                        | Mercury            | Sheer Heart Attack   | 3:00    |
| 13 | D2 | These Are the Days of Our Lives                     | Queen (Taylor)     | Innuendo             | 4:13    |
| 14 | D3 | Who Wants to Live Forever (versão Greatest Hits II) | May                | A Kind of Magic      | 4:55    |
| 15 | E1 | Seven Seas of Rhye                                  | Mercury            | Queen II             | 2:46    |
| 16 | E2 | Heaven for Everyone (versão single)                 | Taylor             | Made in Heaven       | 4:43    |
| 17 | E3 | Somebody To Love                                    | Mercury            | A Day at the Races   | 4:55    |
| 18 | F1 | I Want to Break Free (versão single)                | Deacon             | The Works            | 4:19    |
| 19 | F2 | The Show Must Go On                                 | Queen (May)        | Innuendo             | 4:32    |
| 20 | F3 | Bohemian Rhapsody                                   | Mercury            | A Night at the Opera | 5:56    |